# Spinothyra
Spinothyra es un género de foraminífero bentónico de la subfamilia Endothyranopsinae, de la familia Endothyridae, de la superfamilia Endothyroidea, del suborden Fusulinina y del orden Fusulinida. Su especie tipo es Endothyra pauciseptata. Su rango cronoestratigráfico abarca desde el Viseense medio (Carbonífero inferior) hasta el Namuriense inferior (Carbonífero medio).

## Discusión
Clasificaciones más recientes incluyen Spinothyra en el suborden Endothyrina, del orden Endothyrida, de la subclase Fusulinana de la clase Fusulinata. Algunas clasificaciones incluyen Spinothyra en la familia Endothyranopsidae.

## Clasificación
Spinothyra incluye a la siguiente especie:
- Spinothyra pauciseptata †